# Kitti Gróz
Kitti Elizabet Gróz (ungarisch: Gróz Kitti; * 5. April 1994 in Budapest) ist eine ehemalige ungarische Handball- und Beachhandballspielerin. Sie stand zwischen 2008 und 2016 bei mehr als einem Dutzend internationalen Beachhandball-Meisterschaften für Ungarn auf dem Platz und gilt als eine der herausragenden Spielerinnen ihrer Generation.
Gróz ist die Tochter von János Gróz, einem der Gründerväter des Beachhandballs in Ungarn und langjährigen Trainer von Szentendrei NKE.

## Hallenhandball

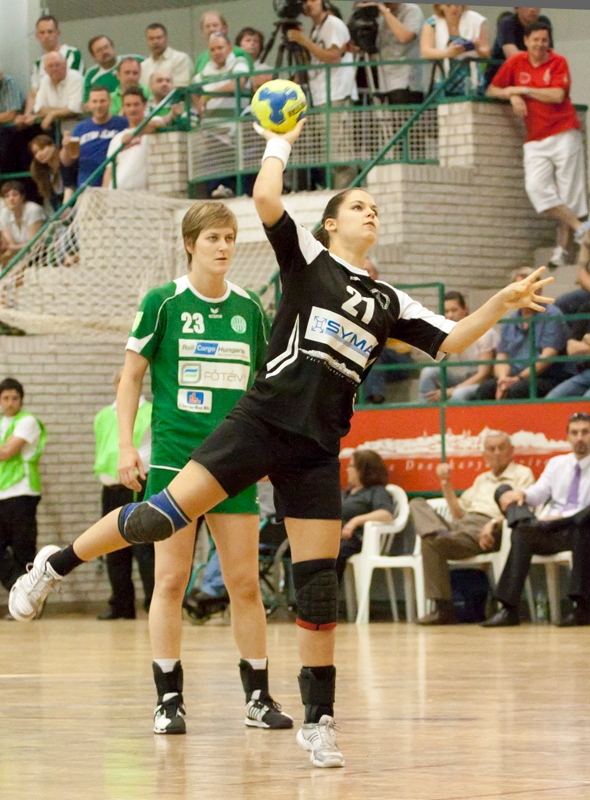
Gróz beim Torwurf (dahinter Zsuzsanna Tomori) bei einem Erstligaspiel zwischen Váci und Ferencváros Budapest im Mai 2011

Gróz begann ihre Handballkarriere im Jugendbereich von Szentendrei NKE. Schon im September 2006, also im Alter von 12 Jahren, debütierte sie in der zweiten Frauenmannschaft von Szentendrei NKE in der dritten ungarischen Liga. In der Saison 2007/08 folgte das Debüt in der ersten Mannschaft in der zweiten ungarischen Liga. 2010 wechselte sie zum Erstligisten Váci NKSE, der im Vorjahr mit Rang drei sein bestes Ergebnis in der Liga erreicht hatte. Gróz behielt daneben ein Zweitspielrecht bei Szentendrei und bestritt somit 25 Erst- und 24 Zweitligaspiele in der Saison. Nach der Saison spielte sie zunächst wieder nur für Szentendrei. 2013/14 hatte sie zusätzlich ein Zweitspielrecht beim Drittligisten Gödi SE. 2015/16 nahm Gróz noch einmal einen Versuch in der ersten Liga bei Váci NKSE, behielt aber wieder das Zweitspielrecht für Szentendrei. Erneut bestritt sie mit 26 Spielen für Váci und 20 Spielen für Szentendrei eine vergleichsweise hohe Zahl an Spielen. Danach spielte sie bis zu ihrem frühen Karriereende 2019 nur noch für Szentendrei. In 13 Jahren auf semiprofessioneller und professioneller Ebene spielte sie in 51 Erst-, 269 Zweit- und 32 Drittligaspielen sowie in 17 Spielen um den ungarischen Pokal.

## Beachhandball

### National
Im Beachhandball gehört Gróz sowohl auf nationaler wie auch auf internationaler Ebene zu Ungarns erfolgreichsten Spielerinnen. Während ihrer aktiven Zeit formte ihr Vater aus dem Verein Szentendrei NKE, obwohl im Hallenhandball nur zweitklassig, eine nationale und europäische Spitzenmannschaft. 2012, 2015, 2016, 2017 und 2018 gewann Gróz mit der Mannschaft den Titel bei den ungarischen Meisterschaften. 2018 gewann sie zudem mit der Mannschaft den Beachhandball-Pokal. Mit Szentendrei gewann sie zudem 2015 und 2018 den EHF Beach Handball Champions Cup. 2016 und 2019 unterlag sie mit Szentendrei im Finale, 2017 wurde sie Dritte.
2013 wurde Gróz zur ungarischen Beachhandball-Spielerin des Jahres gewählt.

### International
International gehörte Gróz seit den Jugend-Europameisterschaften 2008 im heimischen Nagyatád zum Nationalkader. Bei diesen ersten Jugend-Europameisterschaften gewann Ungarn sogleich den ersten Titel. In sieben Spielen erzielte sie 80 Punkte und war abgesehen vom ersten Spiel gegen die Ukraine und dem Halbfinale gegen Norwegen immer die beste Schützen ihrer Mannschaft.
Es folgten die Europameisterschaften 2009 in Larvik, Norwegen. Ungarn war zu dieser Zeit im Umbruch, mit Dóra Karsai in ihrem letzten und Zsófia Kiss, die ihr vorletztes Turnier spielte, standen nur noch zwei erfahrene Spielerinnen der ersten Beachhandball-Nationalmannschaftsgeneration im Kader. Mit Ágnes Győri, Ágnes Hajdu und ihrer Stiefmutter Mariann Rovnyai standen gemeinsam mit Gróz erstmals Spielerinnen im Kader, die die nächsten Jahre die ungarische Nationalmannschaft mitprägen sollten. Ungarn konnte mit Siegen über Spanien und Italien in das Turnier starten, unterlag dann aber Norwegen und Dänemark. Zum Abschluss der Vorrunde wurde Polen besiegt und Ungarn erreichte als Vorrunden-Vierte nur die Hoffnungsrunde. Um in die Viertelfinale einzuziehen, musste Ungarn hier den ersten Tabellenplatz erreichen, was nach Siegen gegen die Türkei und im Shootout gegen Schweden auch gelang. Im Viertelfinale unterlag Ungarn der Ukraine. Nach einem Sieg gegen Schweiz und einer Niederlage gegen Spanien wurde Ungarn am Ende Sechste. Mit 111 erzielten Punkten war Gróz die beste Torschützin des Turniers, womit sie das erste Mal in das All-Star-Team einer EM kam.
Ein Jahr später bei den Weltmeisterschaften 2010 in Antalya, Türkei, belegte sie mit Ungarn den siebten Platz. Ungarn startete gut in das Turnier und schlug zunächst Spanien, danach Brasilien, jeweils im Shootout. Doch danach gab es Niederlagen gegen die Türkei, China und Norwegen. Als Vierte der Vorrunde kam Ungarn nur in die Trostrunde, in der Neuseeland und Japan geschlagen wurden, abschließend jedoch gegen Italien im Shootout verloren wurde. Gegen Italien wurde in den Platzierungsspielen um den siebten Platz gespielt und dieses Mal im Shoutout gewonnen.
Die 2011 nahm Gróz mit der Juniorinnen-Nationalmannschaft zunächst an den Jugendeuropameisterschaften (U 19) in Umag, Kroatien teil und gewann mit ihrer Mannschaft den Titel. In den Europameisterschaften der Frauen 2011 an selber Stelle im direkten Anschluss an den Juniorinnen-Wettbewerb brachte sie eine ähnliche Leistung wie beim Turnier im Jahr zuvor. Mit Emese Tóth debütierte eine weitere langjährige Weggefährtin. Nach einer Niederlage zum Auftakt gegen Norwegen konnte Ungarn alle fünf weiteren Spiele der Vorrunde gegen Dänemark, die Ukraine, die Türkei, Zypern und Griechenland gewinnen, wobei die Niederlage und die beiden ersten Siege jeweils bis ins Shootout gingen. Ungarn zog als Tabellenerster in die Hauptrunde ein, wo Polen und Spanien geschlagen wurden. Im Viertelfinale wurde jedoch gegen Italien im Shootout verloren. Nach erneuten Siegen gegen Polen und Spanien in den Platzierungsspielen belegte Ungarn am Ende den fünften Platz. Mit 153 erzielten Punkten war Gróz erneut beste Torschützin und Teil des All-Star-Teams.
2012 begann mit den Jugendeuropameisterschaften in Batumi, wo die Ungarinnen erneut den Titel in der U-18-Klasse gewinnen konnten. Es folgten die Weltmeisterschaften 2012 in Maskat, Oman. Nach einem Auftaktsieg im Shootout gegen Polen folgte ein Sieg gegen Singapur. Der zweite Tag brachte Niederlagen gegen Brasilien und Norwegen. Zum Abschluss gelang ein Sieg über Thailand und der Einzug in die Hauptrunde als Tabellendritte. In der Hauptrunde gab es zunächst eine Niederlage gegen Dänemark, anschließend einen Sieg gegen Uruguay. Zum Abschluss der Hauptrunde gelang ein Sieg gegen Kroatien im Shootout. Als viertbestes Team der Hauptrunde zog Ungarn ins Halbfinale ein, wo erneut gegen Dänemark wie auch das Spiel gegen Norwegen um die Bronzemedaille in zwei Sätzen verloren wurde.
Den Europameisterschaften 2013 in Randers, Dänemark, waren erneut die Junioreneuropameisterschaften (U 19) an selber Stelle vorgeschaltet, an denen Gróz zum letzten Mal teilnahm und bei ihrer dritten Teilnahme den dritten Titel gewann. Einmal mehr gehörte sie zu den auffälligsten Spielerinnen. Im Finale erzielte sie mit 18 Punkten die meisten ihrer Mannschaft und war als Juniorin generell noch offensiver ausgerichtet als später als A-Spielerin. Auch die folgenden A-Europameisterschaften der Frauen waren für Gróz und Ungarn ein voller Erfolg. Schon in der Vorrunde wurden nacheinander Polen, Russland, Norwegen, Kroatien und die Ukraine geschlagen, wenn es auch gegen Norwegen und die Ukraine einen Shootout brauchte und dieser gegen Norwegen bis zum Endstand von 12:11 ging. Als Tabellenerste zogen die Ungarinnen in die Hauptrunde, wo es deutliche Siege gegen die Türkinnen und Spanierinnen gab. Als bislang einziges verlustpunktfreies Team zog Ungarn damit in das Viertelfinale ein, wo Italien deutlich besiegt wurde. Im Halbfinale wurde mit den Norwegerinnen einer der Angstgegner geschlagen. Auch im Finale traf man mit den Däninnen auf einen Angstgegner, dieses Mal konnte sich Ungarn in einem Shootout, der bis zum Endstand von 14:12 ging, durchsetzen und den ersten internationalen Titel in der Landesgeschichte in der Sportart sichern und blieb dabei im gesamten Turnierverlauf unbezwungen. Gróz gewann somit zwei Titel binnen einer Woche. Zudem wurde sie als beste Spielerin des Turniers ausgezeichnet.
Ein weiterer Erfolg folgte bei den World Games 2013 in Cali, Kolumbien. In der Vorrunde unterlag die ungarische Nationalmannschaft Brasilien und schlug die Teams aus Tunesien und Kolumbien. Im Halbfinale traf Ungarn auf die Norwegerinnen, die dieses Mal erneut besiegt werden konnten. Im Finale unterlagen die Ungarinnen den Brasilianerinnen erst im Shootout. Ungarn erhielt zudem den Fair-Play-Preis.
Im Jahr darauf waren die Weltmeisterschaften 2014 in Recife, Brasilien, der Saisonhöhepunkt. Gróz gelang mit Ungarn am ersten Tag erneut ein idealer Start in das Turnier. Nachdem Thailand geschlagen werden konnte, wurde auch Argentinien besiegt. Am zweiten Tag wurden die Spanierinnen im Shootout besiegt. Der dritte Tag begann mit einem Sieg gegen die Ukraine. Erst im letzten Spiel gegen die Dänemark gab es die erste Turnierniederlage. Trotz der Niederlage zogen die Ungarinnen als Tabellenerste in die Hauptrunde ein. Dort wurden Italien und im Shootout Norwegen besiegt. Auch dieses Mal gab es erst beim letzten Spiel, nun gegen Brasilien, eine Niederlage. Als Tabellenzweite gingen die Ungarinnen in die Halbfinals, hier besiegten sie die Mannschaft der Ukraine in zwei Durchgängen. Im Finale gab es wie im Jahr zuvor bei den World Games eine Niederlage gegen die Brasilianerinnen. Ungarn erhielt erneut den Fair-Play-Preis.
Zur Europameisterschaft 2015 in Lloret de Mar, Spanien, trat Ungarn als titelverteidigende Mannschaft an. Bei ihren vierten und letzten Europameisterschaften gelang Gróz erneut ein gutes Turnier, obwohl es im ersten Spiel gegen Russland zunächst eine Niederlage im Shootout gab. Alle weiteren fünf Spiele gegen Deutschland, Polen, Serbien, die Schweiz und Italien wurden zumeist in überzeugender Manier gewonnen, einzig das Spiel gegen Serbien war sehr knapp und das gegen Polen wurde erst im Shootout gewonnen. In der Hauptrunde gab es zunächst einen Sieg im Shootout gegen die Ukraine, danach eine Niederlage gegen Spanien. Als Vorrundenzweite erreichten die Ungarinnen das Viertelfinale. Dort wurde Russland ebenso wie Italien im Shootout geschlagen. Auch das Finale wurde erst in Shootout gewonnen. Gróz wurde zum zweiten Mal in Folge zur besten Spielerin des Turniers gewählt; damit ist sie mit zwei Auszeichnungen als beste Spielerin und vier Aufnahmen in das All-Star-Team die persönlich erfolgreichste Teilnehmerin an Beachhandball-Europameisterschaften.
Zum letzten Mal gehörte Gróz dem Nationalteam Ungarns bei den Weltmeisterschaften 2016 an, die im heimischen Budapest ausgetragen wurden. Ungarn startete mit einem Zwei-Satz-Sieg gegen Thailand in das Turnier und gewann noch am ersten Tag auch das zweite Spiel gegen Argentinien im Shootout. Der zweite Tag begann mit einem Sieg im Shootout über Australien, das zweite Spiel gegen Spanien wurde verloren. Im letzten Vorrundenspiel wurden die Italienerinnen bezwungen. Als zweitplatzierte Mannschaft zog Ungarn in die Hauptrunde ein, wo es gegen Norwegen und Brasilien jeweils im Shootout unterlag. Nur das letzte Spiel gegen Taiwan wurde gewonnen. Als Viertplatzierte zogen die Ungarinnen in das Halbfinale ein, unterlagen dort jedoch einmal mehr den Brasilianerinnen. Auch das Spiel um die Bronzemedaille ging gegen Norwegen im Shootout verloren.

## Erfolge
| World-Games - 2013 Beachhandball-Weltmeisterschaften - 2014 Beachhandball-Europameisterschaften - 2013 - 2015 Beachhandball-Jugend-/Junioreneuropameisterschaften - 2008 - 2011 - 2012 - 2013 | Ungarische Beachhandball-Meisterschaften - 2012 - 2015 - 2016 - 2017 - 2018 Ungarischer Beachhandball-Pokal - 2018 |

## Einzelbelege
1. ↑  kézitörténelem.hu. Abgerufen am 5. Dezember 2020.
2. ↑  kézitörténelem.hu. Abgerufen am 5. Dezember 2020.
3. ↑  Ekaterinodar successfully defend title at Champions Cup. Abgerufen am 4. Dezember 2020 (englisch).
4. ↑  kézitörténelem.hu. Abgerufen am 5. Dezember 2020.
5. ↑  Balássy László: Magyar Olimpiai Bizottság - Görbicz Anita és Nagy László az év kézilabdázói. 11. Januar 2014, abgerufen am 9. März 2021 (ungarisch).
6. ↑  European Handball Federation - 2008 Women's ECh Beach Handball 18 / Final Round. Abgerufen am 9. März 2021 (englisch).
7. ↑  European Handball Federation - 2009 Women's ECh Beach Handball / Final Tournament. Abgerufen am 17. November 2020 (englisch).
8. ↑  European Handball Federation - 2011 Women's ECh Beach Handball 19 / Final Tournament. Abgerufen am 17. November 2020 (englisch).
9. ↑  European Handball Federation - 2011 Women's ECh Beach Handball / Final Tournament. Abgerufen am 17. November 2020 (englisch).
10. ↑  European Handball Federation - 2012 Women's ECh Beach Handball 18 / Final Tournament. Abgerufen am 17. November 2020 (englisch).
11. ↑  European Handball Federation - 2013 Women's ECh Beach Handball 19 / Final Tournament. Abgerufen am 17. November 2020 (englisch).
12. ↑  Hungary European Champions in both U19 men and women – Timeout Magazine. Abgerufen am 5. Dezember 2020 (amerikanisches Englisch).
13. ↑  European Handball Federation - 2013 Women's ECh Beach Handball / Final Tournament. Abgerufen am 17. November 2020 (englisch).
14. ↑  All Stars of the 2013 World Games named | IHF. Abgerufen am 4. Dezember 2020.
15. ↑  European Handball Federation - 2015 Women's ECh Beach Handball / Final Tournament. Abgerufen am 17. November 2020 (englisch).

| Personendaten    | Personendaten                                                      |
| ---------------- | ------------------------------------------------------------------ |
| NAME             | Gróz, Kitti                                                        |
| ALTERNATIVNAMEN  | Kitti, Gróz (ungarisch); Gróz, Kitti Elizabet (vollständiger Name) |
| KURZBESCHREIBUNG | ungarische Handball- und Beachhandballspielerin                    |
| GEBURTSDATUM     | 5. April 1994                                                      |
| GEBURTSORT       | Budapest                                                           |